# Culex albinervis
Culex albinervis är en tvåvingeart som beskrevs av Edwards 1929. Culex albinervis ingår i släktet Culex och familjen stickmyggor. Inga underarter finns listade i Catalogue of Life.